# Zonopteroides
Zonopteroides is een kevergeslacht uit de familie van de boktorren (Cerambycidae). De wetenschappelijke naam van het geslacht werd voor het eerst geldig gepubliceerd in 1968 door Podaný.

## Soorten
Zonopteroides is monotypisch en omvat slechts de volgende soort:
- Zonopteroides diversus (Gahan, 1906)